# 奥羽

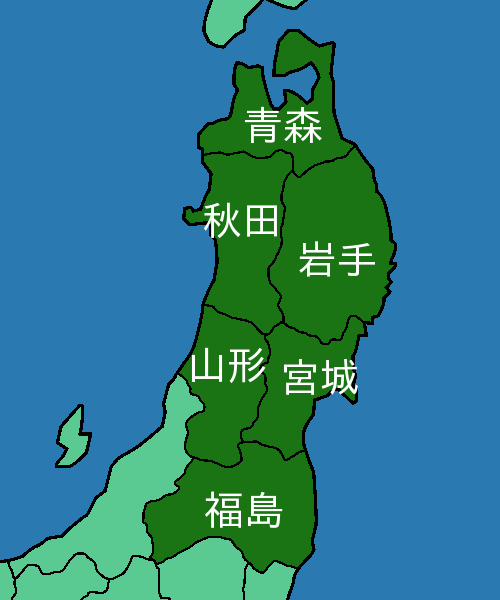
奥羽（現在の6県）

奥羽（おうう）は、日本の令制国の陸奥国（奥州）と出羽国（羽州）を合わせた地域である。奥羽地方、奥州とも呼ばれる。基本的に、現在の東北地方と一致する。
1869年1月19日（明治元年12月7日）、陸奥国は磐城国・岩代国・陸前国・陸中国・陸奥国に5分割、出羽国は羽前国・羽後国に2分割された。これらを東北七州と呼ぶ。この後も「奥羽」の名は従来どおりの地域に対して用いられる。ただし高校野球の地方大会で「奥羽」の名が、新陸奥国+出羽国にほぼ一致する青森県+秋田県+山形県に対し（1925年～1934年）、あるいは青森県+秋田県に対し（1974年～1977年）使われたことがある。

## 関連する地域名
類似の地域名に「陸羽」（りくう）がある。元来「陸州」は「奥州」と同義で陸奥国のもう1つの別名であり、「陸羽」も「奥羽」と同義だった。しかし明治の分国後は「陸州」は磐城・岩代を除く陸奥・陸中・陸前の3国（つまり三陸）の名とすることが多く、そのため「陸羽」は磐城・岩代を除いた5国（あるいは福島県を除いた5県）の地域名とすることが多い。この地域を「三陸両羽」とも呼ぶ。
奥羽に越後国を加えた地域を「奥羽越」（おううえつ）と呼ぶ（越中・越前は含まない）。現在の東北電力の管轄地域に一致する。

## 奥羽を含む固有名詞

奥羽本線（・）

- 奥羽大学
- 奥羽本線
- 奥羽山脈
- 奥羽本戦